# Viehdorf
Viehdorf – gmina w Austrii, w kraju związkowym Dolna Austria, w powiecie Amstetten, w rejonie Mostviertel. Według Austriackiego Urzędu Statystycznego liczyła 1 375 mieszkańców (1 stycznia 2014).